# Satara (huyện)
Huyện Satara là một huyện thuộc bang Maharashtra, Ấn Độ. Thủ phủ huyện Satara đóng ở Satara. Huyện Satara có diện tích 10475 ki lô mét vuông. Đến thời điểm năm 2001, huyện Satara có dân số 2796906 người.